# Gerardo Gandini
Gerardo Gandini  (16 octobre 1936 - 22 mars 2013), né à Buenos Aires, est un pianiste, compositeur, directeur musical et l'une des figures importantes de la musique contemporaine de la seconde moitié du XXe siècle en Argentine.

## Biographie
Gandini  étudie la composition à l'Académie Sainte-Cécile à Rome  avec Goffredo Petrassi et Alberto Ginastera. Il reçoit une formation de pianiste  avec Roberto Caamaño, Pía Sebastiani et Yvonne Loriod. Il été le pianiste du sextet formé en 1989 par Astor Piazzolla.
En sa qualité de compositeur ou comme pianiste, il a participé à de nombreux festivals internationaux tant en Europe qu’aux Amériques.
Il a été professeur à l'Institut Di Tella (Buenos Aires), à la Juilliard School de New York, à la Faculté de musique de l'Université catholique argentine,  au  Conservatoire Gilardo Gilardi de La Plata  et à la  Faculté des Beaux-Arts de  l'Université nationale de La Plata. 
Il était également chargé des cours de musique contemporaine à l’Institut Goethe/San Telmo  à Buenos Aires et a également été chargé de l'un des ateliers de composition de la  Fondation Antorchas  (Argentine).
Gandini a été directeur musical de l'Orchestre philharmonique de Buenos Aires, directeur musical du Théâtre Colón et directeur fondateur du Centre d'Expérimentation Opéra et Ballet du même théâtre. 
En 2003, il est nommé  compositeur résident du Théâtre Colón,,,.

## Prix
Gerardo Gandini a reçu de nombreux prix nationaux et internationaux : 
- Premier prix du Congrès pour la liberté culturelle (Rome, 1962)
- Bourse du gouvernement italien (1966)
- Bourse Guggenheim (1982)
- Prix Molière dans la musique pour la catégorie théâtre (1977)
- Prix Municipal de Composition (Buenos Aires, 1960)
- Lion d'or  à la Mostra de Venise (1998), pour la bande originale du film Le nuage de Fernando Solanas.
- Prix national de musique de l'Argentine (1996), pour l'opéra La ville absente
- Le Fonds National  pour les Arts , (Argentine) lui a décerné le «Lifetime Achievement Award» en 1996.
- Le Prix de la Fondation Konex - Mention spéciale 2005 pour sa contribution fondamentale à la musique populaire Argentine.
- Le Prix Tomás Luis de Victoria, (2008), considéré comme l'équivalent de Cervantes musique classique
- le Prix Konex ,  «Platinum Award» (2009) comme Meilleur Compositeur de  musique classique de la décennie en Argentine.

Gandini, a été régulièrement invité à participer en tant que membre du jury dans les concours internationaux de composition.

## Œuvres
- Opéra
  - La passion de Buster Keaton (1978), sur un livret de Rafael Alberti, opéra de chambre en un acte pour baryton, ensemble de chambre, quintette de jazz, marionnettes et  bande son;
  - Mirages II (Death and the Maiden) (1987), opéra de chambre pour deux sopranos, deux mezzo-sopranos, deux danseurs et orchestre de chambre
  - La maison sans repos (1992), sur un livret de Griselda Gambaro, opéra de chambre en six scènes pour deux sopranos, deux mezzo-sopranos, alto, ténor, six acteurs et orchestre de chambre;
  - La Ville Absente (1995), livret de Ricardo Piglia, opéra en deux actes
  - Liederkreis (un opéra sur Schumann) (2000),  livret de Alejandro Tantanian.

- Orchestre
  - Variations pour orchestre (1962), harpe, piano, percussions, timbales, célesta, xylophone, glockenspiel, vibraphone, cordes, commandé par ESSO personnalisé Argentine, Prix Municipal de Musique de Buenos Aires, publié par l'Orchestre philharmonique de Buffalo, réalisé par Richard Dufallo pendant le  festival de musique Inter-amériques à Washington DC (1965)
  - Cadences (1967) pour harpe, piano, percussions, cordes , créée par l'Orchestre de l'Académie Santa Cecilia, dirigée par Daniele Paris, Accademia Nazionale di Santa Cecilia, Rome (1967)
  - Laberynthus Johannes (1973), pour orchestre divisé en trois groupes: clavecin, harpe, marimba, piano, xylophone, saxophone ténor, batterie, percussions, cordes , publié par le Buenos Aires Philharmonic dirigé par Antonio Tauriello au Théâtre Colón (1973)
  - Soria Moria (1974) pour orchestre à cordes composé de quatre violons seuls, un quatuor à cordes et trio à cordes (alto, violoncelle et contrebasse)  . Enregistré sur  disque. Melodie Editions Zurich. Créé par le Camerata Bariloche en tournée européenne (1974)
  - E sarà (1976), Cinq Pièces pour orchestre: Hommage à Girolamo Frescobaldi, Cercles sur "L'Enharmonique" planh, Sarabande et Double et Tribut à Domenico Scarlatti, pour cor anglais, harpe, percussions, violon solo, cordes. Créé par le National Symphony Orchestra, dirigé par Antonio Tauriello. Teatro Cervantes, Août (1976)
  - Eusebius (1984-1985), cinq soirs pour orchestre divisé en quatre groupes, groupe A: percussion, célesta, harpe, cordes; Groupe B: / B cordes;. Groupe C: les chaînes et le groupe D: percussion, piano, cordes . Publié par le Buenos Aires Philharmonic, dirigé par Juan Pablo Izquierdo. Théâtre Colón, septembre (1985)
  - Musique fiction III (1990), trois pièces pour orchestre de chambre: néo-baroque, Marches (dans la neige) et Rewriting puis morceau de Arnold Schoenberg pour  voix, percussions, piano, célesta, harmonica et cordes . Publié par l'Atelier de musique contemporaine, dirigé par Gerardo Gandini. Goethe Institut, septembre (1990)
  - Mozartvariationen (1991) pour voix, percussions, piano et cordes , créé à l'Institut Goethe (1991)
  - Étude description de la Lune (1993) pour orchestre de chambre, percussion et piano , publié par la Fondation Sinfonietta Omega Insurance, dirigé par Gerardo Gandini au Teatro General San Martin (1994)

## Source
- (es) Cet article est partiellement ou en totalité issu de l’article de Wikipédia en espagnol intitulé « Gerardo Gandini » (voir la liste des auteurs).